# لوری دالا ولی
لوری دالا ولی (انگلیسی: Lauri Dalla Valle؛ زادهٔ ۱۴ سپتامبر ۱۹۹۱) بازیکن فوتبال اهل فنلاند است.
از باشگاه‌هایی که در آن بازی کرده‌است می‌توان به باشگاه فوتبال ای‌اف‌سی بورنموث، باشگاه فوتبال اینتر میلان، باشگاه فوتبال فولام، باشگاه فوتبال لیورپول، باشگاه فوتبال داندی یونایتد، باشگاه فوتبال اکستر سیتی، باشگاه فوتبال کرو آلکساندرا، باشگاه فوتبال مولده، باشگاه فوتبال سنت ترویدنس، و باشگاه فوتبال کرو آلکساندرا اشاره کرد.
وی همچنین در تیم‌های ملی فوتبال ۱۶، ۱۷، ۱۹ و ۲۱ سال فنلاند بازی کرده‌است.